# Slot Auer
De Slot Auer (Duits: Schloss Auer, Italiaans: Castel d'Aura) is een middeleeuwse burcht gelegen in gelegen in de Zuid-Tiroolse gemeente Tirol (Italië), nabij Meran.

## Geschiedenis
Slot Auer werd gebouwd in de 13e eeuw als buitenverblijf van de vorst van Slot Tirol. In tegenstelling tot veel andere kastelen in de regio deed Slot Auer, door het ontbreken van vestigingsmuren of een toren, nooit dienst als verdediging. Het is bovendien de kleinste van alle kastelen rondom het stadje Tirol.   
Het slot wisselt in de loop der jaren regelmatig van eigenaar, waaronder de Heren van Auer en de Graaf Giovanelli. Daarbij verliest het slot steeds meer betekenis.
Tegenwoordig is Slot Auer in handen van de Graven van Khuen en diverse kamers worden verhuurd als vakantieappartement. Het slot werd onlangs nog geheel gerenoveerd.